# برد ورنکا
برد ورنکا (انگلیسی: Brad Werenka؛ زادهٔ ۱۲ فوریهٔ ۱۹۶۹) بازیکن هاکی روی یخ اهل کانادا است.
از باشگاه‌هایی که در آن بازی کرده‌است می‌توان به کلگری فلیمس و ادمونتون اویلرز اشاره کرد.